# Ржевский, Александр Ильич
Александр Ильич Ржевский (1726—1809) — действительный камергер, орловский губернский предводитель дворянства.

## Биография
Сын полковника Ильи Васильевича Ржевского, женатого на княжне Евдокии Михайловне Волконской. Его двоюродными братьями были генералы Степан, Павел, Иван, а также Владимир Матвеевичи Ржевские.
Родился 13 (24) августа 1726 года, служил в лейб-гвардии Конном полку и 20 сентября 1755 года из вахмистров конной гвардии был произведён в корнеты; 25 ноября 1758 года пожалован в подпоручики того же полка; в чине секунд-ротмистра принял участие в возведении на престол императрицы Екатерины, за что 3 августа 1762 года получил от неё 18 000 рублей (вместо ранее предположенных 1000 душ), а 22 сентября того же года пожалован в камер-юнкеры, с оставлением в полку.
В январе 1764 года был произведён в ротмистры. Уволен от полковой службы 29 сентября 1767 года. Затем был пожалован в действительные камергеры и в 1779 году был избран орловским губернским предводителем дворянства. 
Умер в Москве 11 (23) октября 1809 года, погребён в Даниловом монастыре.
Ржевский был женат 1-м браком на Екатерине Дмитриевне Невежиной (дочери статского советника), 2-м браком на Елизавете Александровне Римской-Корсаковой (23.04.1766—21.07.1841), которая была погребена с мужем. Дочь, Наталья, умерла в 1815 году.